# 王宗誠
王宗诚（1763年—1837年），字中孚，号廉甫，安徽青阳人。清朝嘉庆、道光年间政治人物。

## 生平
王宗诚于乾隆五十五年（1790年）成庚戌恩科一甲第三名进士（探花），授翰林院编修。嘉庆年间，曾主持云南、四川、陕西乡试，历任河南、山东、江西学政，升任礼部侍郎，历工部、兵部，并主持会试。道光二年（1822年），擢升为兵部尚书，历署礼部、工部尚书，兼顺天府尹。
当其父懿修为侍郎时，宗诚已官至学士，侍宴翰林院，父子同席。懿修退休后，宗诚继父任，直上书房。王宗诚因父子两代出入宫禁，又为官清慎，备受皇帝青睐，并得委以重任。道光十七年（1837年）卒。著有《红杏山庄文集》40卷。

## 家族
父王懿修为乾隆三十一年（1766年）进士，官至礼部尚书、太子少保。